# Col du Fau
Pour les articles homonymes, voir Fau.
Le col du Fau est un col du Trièves, sur le versant oriental du Vercors, dans le département de l'Isère. Il se situe entre Monestier-de-Clermont et Saint-Michel-les-Portes. Son altitude est de 899 m.

## Localisation

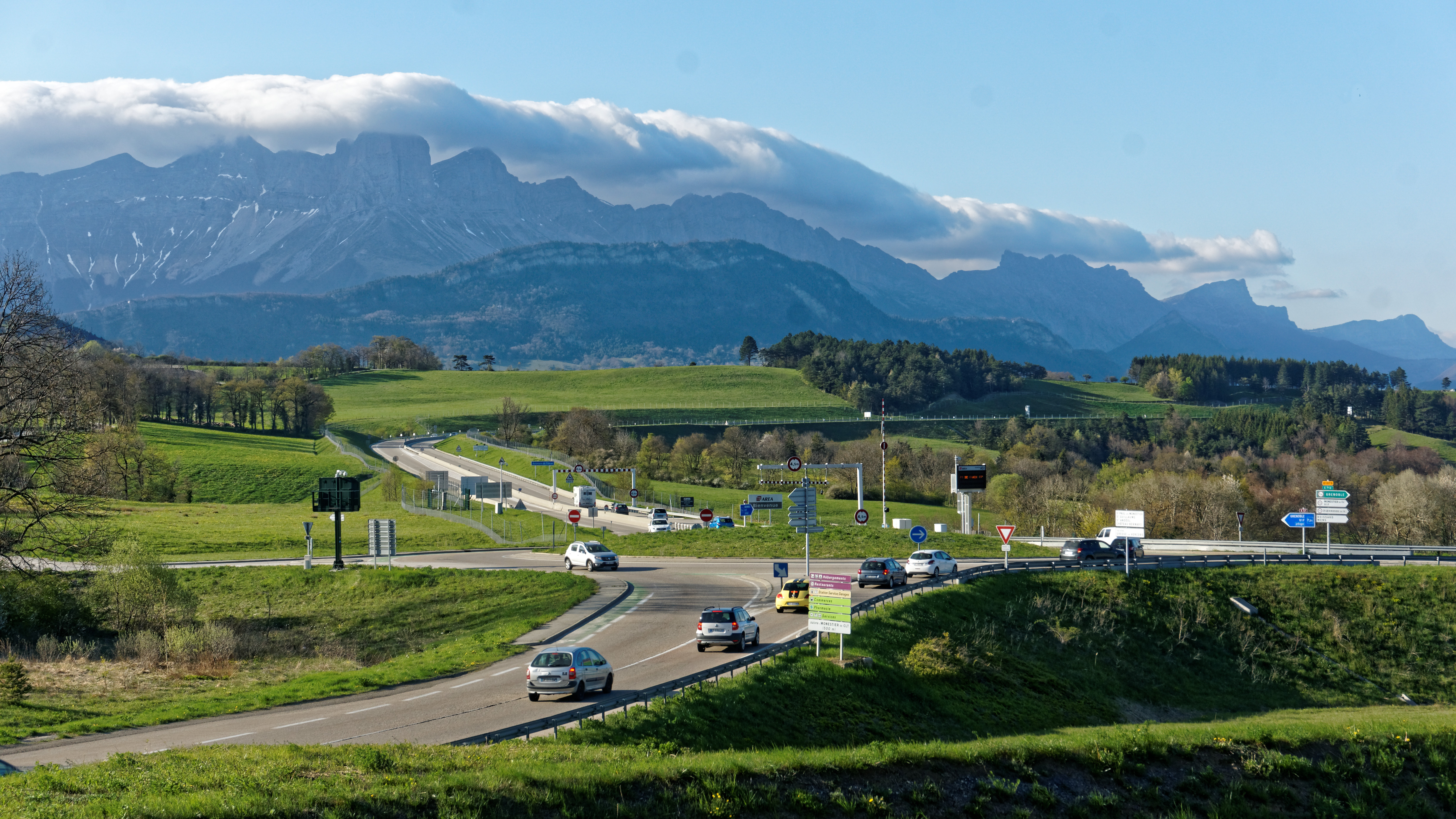
Arrivée de l'A51 au col du Fau.

Emprunté par la RD1075 (ancienne RN75), il permet de relier Grenoble à Aspres-sur-Buëch et Sisteron. Il constitue actuellement l'extrémité méridionale de la partie nord de l'A51.

## Histoire

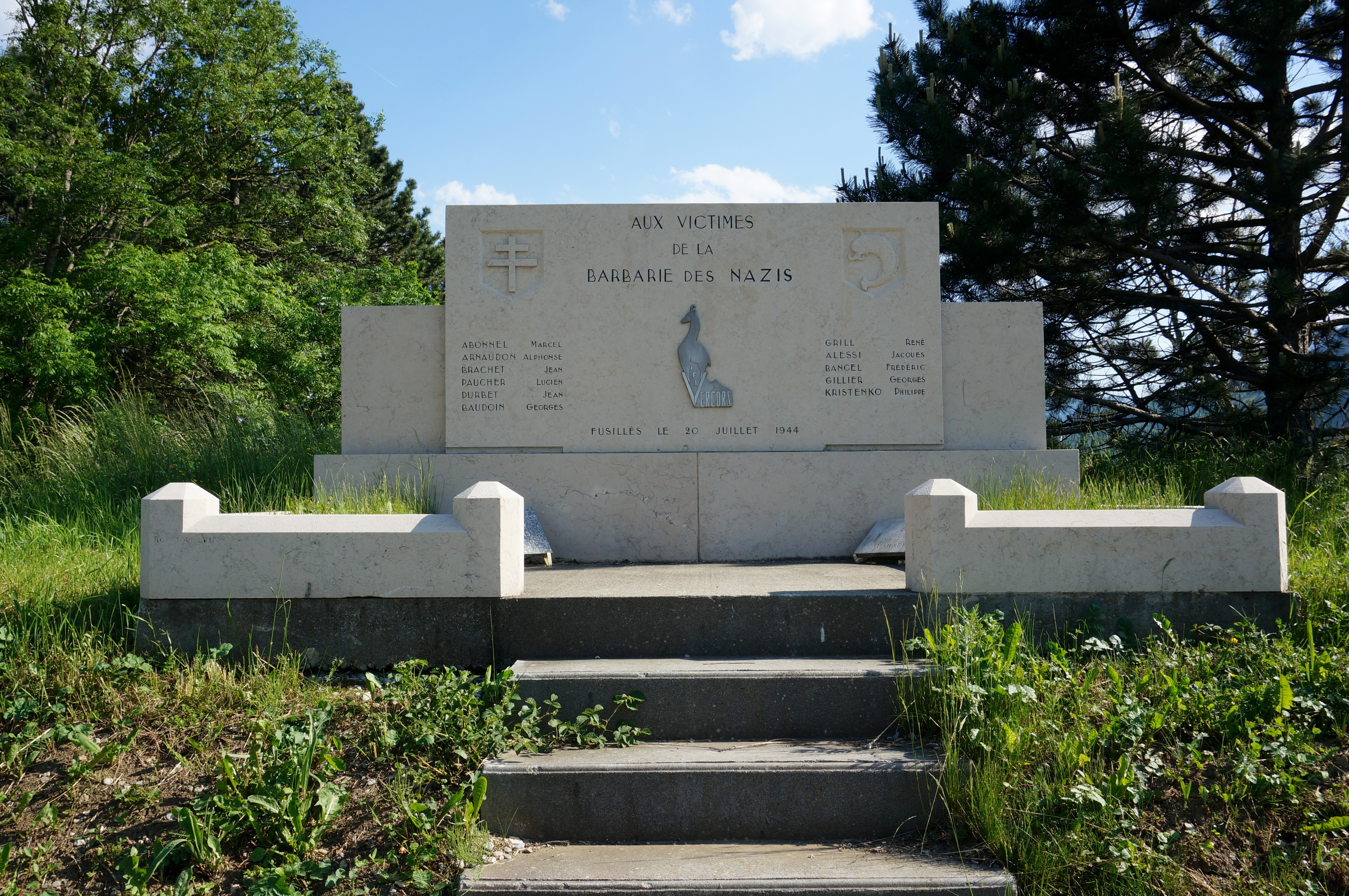
Le mémorial.

Un mémorial est dédié aux onze otages arrêtés à Vif puis fusillés au soir du 20 juillet 1944 par la Wehrmacht, au cours de la répression du soulèvement du maquis du Vercors.